# Виноградівська сільська рада (П'ятихатський район)
| Виноградівська сільська рада — колишній орган місцевого самоврядування у П'ятихатському районі Дніпропетровської області з адміністративним центром у с. Виноградівка. Сільській раді були підпорядковані населені пункти: - с. Виноградівка - с. Запоріжжя - с. Суханівка - с. Чистопіль |

## Склад ради
Рада складалася з 14 депутатів та голови.

## Керівний склад сільської ради
| ПІБ                         | Основні відомості                                                                                     | Дата обрання | Дата звільнення |
| --------------------------- | --- | ------------ | --------------- |
| Малоок Олександр Васильович | Сільський голова, 1953 року народження, освіта, член Соціал-демократичної партії України (об'єднаної) | 26.03.2006   | 31.10.2010      |
| Малоок Олександр Васильович | Сільський голова, 1953 року народження, освіта вища, член Партії регіонів                             | 31.10.2010   | 09.09.2012      |
| Малоок Олена Дмитрівна      | Сільський голова, 1969 року народження, освіта вища, член Партії регіонів                             | 09.09.2012   |                 |

Примітка: таблиця складена за даними джерела